# Alex MacIntyre
Alexander MacIntyre (ur. 5 kwietnia 1954, zm. 17 października 1982 na Annapurnie w Himalajach) – brytyjski wspinacz, alpinista i himalaista.

## Kariera wspinaczkowa
Poważne osiągnięcia wspinaczkowe miał już jako student Uniwersytetu Leeds. Był tam jednym z liderów grupy młodych wspinaczy, którzy z powodzeniem wprowadzali szybkie techniki zimowe, wcześniej znane z gór Szkocji, na wielkie ściany Alp (tzw. technika frontalna, chodzenie na przednich zębach raków i z dwoma krótkimi czekanami w rękach, front pointing technique, bez kucia stopni w lodzie). Głośnymi sukcesami MacIntyre'a i tej grupy było pierwsze jednodniowe – wówczas wręcz szokująco krótkie – przejście słynnej lodowej drogi przez tzw. "Całun" na Grandes Jorasses (1975). Zespoły MacIntyre'a dodały dwie nowe drogi lodowe na Grandes Jorasses (1976 z czego lodowa droga środkowym kuluarem jest ryzykowna i właśnie dla bezpieczeństwa wymaga szybkiego wspinania się w lodzie) oraz szybkie przejście ściany Eigeru tzw. direttissimą Harlina (październik 1977).
W lecie 1977 roku uczestniczył w swym pierwszym wyjeździe w góry wysokie - w ramach polsko-brytyjskiej wyprawy w Hindukusz, kierowanej przez Andrzeja Zawadę. Wraz z Johnem Porterem i Wojciechem Kurtyką, zdobył w stylu alpejskim dziewiczą, wysoką na 2300 metrów północno-wschodnią ścianę Kohe Bandaka 6843 m. 
Stał się jednym z prekursorów stylu alpejskiego na wielkich ścianach najwyższych gór Azji.
W latach 1977–1981 w Hindukuszu i Himalajach wspinał się w polsko-brytyjskich wyprawach, które dokonały ówczesnych najlepszych przejść wielkościanowych w tzw. stylu alpejskim. Z czasem wraz z Wojciechem Kurtyką stanowili trzon tych wypraw (nazwany żartobliwie przez Kurtykę East-West Precipice Group). Do dokonań tego zespołu z tego okresu należą nowe drogi ścianami Kohe Bandaka, Changabang, Dhaulagiri. Był to najlepszy okres współpracy polsko-angielskiej w owych nowatorskich wspinaczkach ścianowych, a MacIntyre okazał się tej współpracy najtrwalszym filarem ze strony brytyjskiej.
W roku 1982 uczestniczył w dwóch małych wyprawach brytyjskich (druga z udziałem Szwajcara), wytyczających drogi ścianowe na ośmiotysięczniki w stylu alpejskim. Wiosenna ekspedycja w masyw Sziszapangmy zakończyła się pełnym sukcesem i dwiema nowymi drogami, jesienna na Annapurnę okazała się tragiczna.

### Alpy
- 1975 – Grandes Jorasses, pn. ścianą, lewą częścią, tzw. "Całun" (droga Desmaisona), pierwsze przejście jednodniowe
- 1976 – Eiger, pn. ścianą, direttissimą Harlina, pierwsze przejście bez stylu oblężniczego (4. w ogóle)
- 1976 – Grandes Jorasses, pn. ścianą, nowa droga lewym skrajem, tzw. "Mały Całun"’, partnerzy Tim Rhodes, William Todd, w 1 dzień
- 1976 – Grandes Jorasses, pn. ścianą, nowa droga środkowym kuluarem (Colton-MacIntyre, tzw. Kuluar Centralny), partner Nick Colton, w półtora dnia

### Góry najwyższe
- 1977 – Kohe Bandaka, 6648 m (Hindukusz, Afganistan), ściana NE, nowa droga, partnerzy Wojciech Kurtyka i John Porter
- 1978 – Changabang, 6864 m (Himalaje Garhwalu, Indie), środkiem pd. ściany, nowa droga, partnerzy Wojciech Kurtyka, John Porter i Krzysztof Żurek
- 1980 – Dhaulagiri, wsch. ścianą, nowa droga w stylu alpejskim (bez wejścia na wierzchołek), partnerzy René Ghilini (Szwajcaria), Wojciech Kurtyka i Ludwik Wilczyński
- 1981 – Makalu, 8481 m, zach. ścianą, próba nowej drogi środkiem ściany (do wysokości ok. 7900 m), partnerzy Jerzy Kukuczka, Wojciech Kurtyka (po wycofaniu się ze ściany Kukuczka jeszcze wszedł na szczyt samotnie drogą normalną z własnym wariantem)
- 1982 – Pungpa Ri, 7445 m, nowa droga, partnerzy Doug Scott, Roger Baxter-Jones
- 1982 – Sziszapangma, 8013 m, pd.-zach. ścianą, nowa droga, partnerzy Doug Scott, Roger Baxter-Jones

## Inne aspekty
MacIntyre był kojarzony z luźnym stylem życia (nie przypadkiem zwano go dirty Alex), czego doświadczyli też polscy partnerzy jego wypraw.
W latach 1978–1980 pełnił funkcję sprzętowego doradcy BMC (National Officer).
Zginął w trakcie wytyczania nowej drogi na Annapurnę, prawym skrajem jej południowej ściany, w trzyosobowej wyprawie (z Johnem Porterem i René Ghilinim). Uderzony odosobnionym kamieniem w głowę spadł ok. 500 m do szczeliny brzeżnej pod ścianą.
Imię MacIntyre'a (Alex MacIntyre Memorial Hut, AMMH) nosi jedno ze schronisk wspinaczkowych w Szkocji, w miejscowości North Ballachulish w Onich, blisko Glen Coe (zob. Linki zewnętrzne). Jest ono zarządzane wspólnie przez Mountaineering Council of Scotland (MCofS) i British Mountaineering Council (BMC).

### Biogramy
- Józef Nyka: Alexander MacIntyre. „Taternik” nr 2/1982, s. 79-80.
- Ivan Dieška a kolektív: Horolezectvo – encyklopédia, Wydawn. "Šport", Bratislava, 1989, ISBN 80-7096-015-9, s. 178, tytułowe hasło osobowe [w jęz. słowackim]

### Relacje z wypraw
- John Porter: Bandaka and Changabang, AAJ 1979, s. 29–35; Changabang South Buttress, Climbing, No. 55, 1979; South Side Story, Mountain, No. 65, January/February 1979
- Alex MacIntyre: Dhaulagiri’s East Face. Nick Estcourt Memorial Expedition, American Alpine Journal (AAJ) 1981, s. 45-50; Broken English, Mountain, No. 77, January/February 1981
- Doug Scott: Shishapangma’s Southwest face. AAJ 1983, s. 35-39
- John Porter: Annapurna, South Face Tragedy. AAJ 1983, s. 241-242
- Doug Scott, Alex MacIntyre: The Shishapangma Expedition, Granada Publishing, London, 1984, ISBN 0-246-12013-4, The Mountaineers, Seattle 1984, ISBN 0-89886-098-9 (i wznowienia)
- Doug Scott, Alex MacIntyre: Shisha Pangma: The Alpine-Style First Ascent of the South-West Face (wznowienie pod zmienionym tytułem, tzw. reprint edition), Baton Wicks, London 1994, ISBN 1-898573-36-0; The Mountaineers, Seattle 2000, ISBN 0-89886-723-1

## Inne źródła
- Jakub Radziejowski: Grandes Jorasses – ściana ścian. "Góry", nr 6 (133) czerwiec 2005, s. 34-37 i 27 [szczegółowe omówienie topografii i historii ściany]